# Cúp quốc gia Scotland 1957–58
Cúp quốc gia Scotland 1957-58 là mùa giải thứ 73 của giải đấu bóng đá loại trực tiếp uy tín nhất Scotland. Chức vô địch thuộc về Clyde khi đánh bại Hibernian trong trận Chung kết.

## Vòng Một
| Đội nhà            | Tỉ số | Đội khách            |
| ------------------ | ----- | -------------------- |
| Airdrieonians      | 3 – 4 | Celtic               |
| Albion Rovers      | 3 – 1 | Berwick Rangers      |
| Alloa Athletic     | 0 – 2 | Dunfermline Athletic |
| Ayr United         | 1 – 1 | St Mirren            |
| Brechin City       | 1 – 1 | Montrose             |
| Chirnside United   | 0 – 4 | Third Lanark         |
| Cowdenbeath        | 1 – 3 | Rangers              |
| Dumbarton          | 0 – 5 | Clyde                |
| East Fife          | 1 – 2 | Hearts               |
| East Stirlingshire | 3 – 7 | Motherwell           |
| Falkirk            | 2 – 0 | Hamilton Academical  |
| Raith Rovers       | 4 – 0 | Peebles Rovers       |
| Stranraer          | 6 – 2 | Eyemouth United      |

### Đá lại
| Đội nhà   | Tỉ số | Đội khách    |
| --------- | ----- | ------------ |
| Montrose  | 3 – 1 | Brechin City |
| St Mirren | 2 – 1 | Ayr United   |

## Vòng Hai
| Đội nhà              | Tỉ số | Đội khách            |
| -------------------- | ----- | -------------------- |
| Celtic               | 7 – 2 | Stirling Albion      |
| Clyde                | 4 – 0 | Arbroath             |
| Dundee United        | 0 – 0 | Hibernian            |
| Falkirk              | 6 – 3 | St Johnstone         |
| Forfar Athletic      | 1 – 9 | Rangers              |
| Hearts               | 4 – 1 | Albion Rovers        |
| Inverness Caledonian | 5 – 2 | Stenhousemuir        |
| Kilmarnock           | 7 – 0 | Vale of Leithen      |
| Montrose             | 2 – 2 | Buckie Thistle       |
| Greenock Morton      | 0 – 1 | Aberdeen             |
| Motherwell           | 2 – 2 | Partick Thistle      |
| Queen of the South   | 7 – 0 | Stranraer            |
| Queen’s Park         | 7 – 2 | Fraserburgh          |
| Raith Rovers         | 0 – 1 | Dundee               |
| St Mirren            | 1 – 4 | Dunfermline Athletic |
| Third Lanark         | 6 – 1 | Lossiemouth          |

### Đá lại
| Đội nhà         | Tỉ số | Đội khách     |
| --------------- | ----- | ------------- |
| Buckie Thistle  | 4 – 1 | Montrose      |
| Hibernian       | 2 – 0 | Dundee United |
| Partick Thistle | 0 – 4 | Motherwell    |

## Vòng Ba
| Đội nhà              | Tỉ số | Đội khách          |
| -------------------- | ----- | ------------------ |
| Buckie Thistle       | 1 – 2 | Falkirk            |
| Clyde                | 2 – 0 | Celtic             |
| Dundee               | 1 – 3 | Aberdeen           |
| Dunfermline Athletic | 1 – 2 | Rangers            |
| Hearts               | 3 – 4 | Hibernian          |
| Inverness Caledonian | 0 – 7 | Motherwell         |
| Kilmarnock           | 2 – 2 | Queen of the South |
| Third Lanark         | 5 – 3 | Queen’s Park       |

### Đá lại
| Đội nhà            | Tỉ số | Đội khách  |
| ------------------ | ----- | ---------- |
| Queen of the South | 3 – 0 | Kilmarnock |

## Tứ kết
| Đội nhà            | Tỉ số | Đội khách    |
| ------------------ | ----- | ------------ |
| Clyde              | 2 – 1 | Falkirk      |
| Hibernian          | 3 – 2 | Third Lanark |
| Motherwell         | 2 – 1 | Aberdeen     |
| Queen of the South | 3 – 4 | Rangers      |

## Bán kết
| Clyde | v | Motherwell |
| ----- | - | ---------- |
|       |   |            |

| Rangers | v | Hibernian        |
| ------- | - | ---------------- |
|         |   | Aitken · Preston |

### Đá lại
| Hibernian              | v | Rangers |
| ---------------------- | - | ------- |
| Turnbull pen' · Fraser |   |         |

## Chung kết
| Clyde | v | Hibernian |
| ----- | - | --------- |
| Coyle |   |           |

### Đội bóng
| CLYDE:                 |                  |
|                        |                  |
| GK                     | Tommy McCulloch  |
| RB                     | Albert Murphy    |
| LB                     | Harry Haddock    |
| RH                     | Joe Walters      |
| CH                     | Willie Finlay    |
| LH                     | Mike Clinton     |
| RW                     | George Herd      |
| IR                     | Dan Currie       |
| CF                     | John Coyle       |
| IL                     | Archie Robertson |
| LW                     | Tommy Ring       |
| ’‘‘Huấn luyện viên:’’’ |                  |
| Johnny Haddow          |                  |

| HIBERNIAN:             |                     |
|                        |                     |
| GK                     | Lawrie Leslie       |
| RB                     | John Grant          |
| LB                     | Joe McClelland      |
| RH                     | Eddie Turnbull      |
| CH                     | Jackie Plenderleith |
| LH                     | John Baxter         |
| RW                     | John Fraser         |
| IR                     | Andy Aitken         |
| CF                     | Joe Baker           |
| IL                     | Tommy Preston       |
| LW                     | Willie Ormond       |
| ’‘‘Huấn luyện viên:’’’ |                     |
| Hugh Shaw              |                     |